# Ankiliabo (Atsimo-Andrefana)
Ankiliabo is een plaats en commune in het zuiden van Madagaskar, behorend tot het district Ampanihy, dat gelegen is in de regio Atsimo-Andrefana. Tijdens een volkstelling in 2001 telde de plaats 8.540 inwoners.
De plaats biedt alleen lager onderwijs aan. 35% van de bevolking werkt als landbouwer en 60% houdt zich bezig met veeteelt. De belangrijkste landbouwproducten zijn maniok en kikkererwten; een ander belangrijk product is mais. Verder is 4% actief in de dienstensector en heeft 1% een baan in de industrie.